# Church Eaton
Church Eaton est un village et une paroisse civile du Staffordshire, en Angleterre.